# Czerwięcice
Czerwięcice (niem. Czerwentzütz) – wieś w Polsce położona w województwie śląskim, w powiecie raciborskim, w gminie Rudnik. Miejscowość znajduje się w centralnej części gminy. Ma powierzchnię 3,95 km² oraz 130 mieszkańców.
Czerwięcice pierwszy raz wzmiankowana w 1272 r., w XIX w. w wyniku badań archeologicznych odkryto fragmenty XIII-wiecznej osady obok drogi do Sławikowa. Miejscowość stanowi jednostkę pomocniczą gminy: sołectwo Czerwięcice, w której skład nie wchodzi już żadna inna miejscowość.

## Geografia

### Położenie
Czerwięcice leżą w Kotlinie Raciborskiej, w południowo-zachodniej części województwa śląskiego, niedaleko rzeki Odry. Miejscowość położona jest na pagórkowatym terenie na lewym brzegu Odry. W 2004 roku sołectwo miało powierzchnię 4 km², natomiast w 2016 powierzchnia sołectwa wynosiła 3,95 km².
Wieś graniczy od północnego wschodu z Ponięcicami oraz od północnego zachodu z kolonią Gacki. Od wschodu Czerwięcice graniczą z Szonowicami, a od południowego zachodu z Strzybnikiem. Wieś graniczy także od wschodu z Ligotą Książęcą oraz od południowego wschodu z Brzeźnicą. Od południa wieś graniczy z Rudnikiem, który jest siedzibą władz gminy.

### Warunki naturalne
Czerwięcice otoczone są od północy, wschodu i zachodu polami uprawnymi. Od południowego zachodu do południowego wschodu aż do wsi Brzeźnicy rozciąga się las, w którym przeważają drzewa liściaste. Na północnym zachodzie oraz północnym wschodzie znajdują się także obszary leśne. We wsi ma początek strumień.

### Warunki klimatyczne
We wsi Czerwięcice klimat jest łagodny poprzez sąsiedztwo z rzeką Odrą, kompleksy leśne województwa opolskiego położone od zachodu, a także poprzez położenie gminy Rudnik przy wylocie Bramy Morawskiej, z której napływają masy wilgotnego i ciepłego powietrza. Średnia roczna temperatura waha się między 7 °C a 8 °C. W lipcu, który jest najcieplejszym miesiącem, temperatura waha się między 17 °C a 18 °C, a w najzimniejszym (styczniu) waha się między -2 °C a -3 °C. Czas trwania okresu wegetacyjnego wynosi od ok. 210 do 230 dni, a przymrozki trwają od 60 do 100 dni w ciągu roku, pokrywa śnieżna natomiast zalega od 60 do 90 dni. Opad śródroczny oscyluje wokół 600–900 mm. Wiatry są przeważnie słabe, ok. 42% wieje z kierunku zachodniego i południowo-zachodniego przynosząc ciepłe masy powietrza z Europy Zachodniej i basenu Morza Śródziemnego. Średnia prędkość wiatru w ciągu roku wynosi ok. 2,2 m/s.

## Nazwa
Nazwa wsi pochodzi prawdopodobnie od nazwy osobowej Czerwięta. Według niemieckiego językoznawcy Heinricha Adamy’ego nazwa wywodzi się od polskiej nazwy "koloru czerwonego". W swoim dziele o nazwach miejscowych na Śląsku wydanym w 1888 roku we Wrocławiu jako nazwę starszą od niemieckiej wymienia "Czerwieńcice" podając jej znaczenie "Rotkretscham" czyli w języku polskim "Czerwona karczma". Nazwa została później fonetycznie zgermanizowana na Czerwentzütz i utraciła swoje pierwotne znaczenie.
W 1416 r. wieś wzmiankowana była w dokumentach jako Czirwenczicz. Wieś nosiła niemiecką nazwę Czerwentzütz, a w latach 1936–1945 Rotental. W 1945 r. powrócono do nazwy Czerwięcice.

## Historia

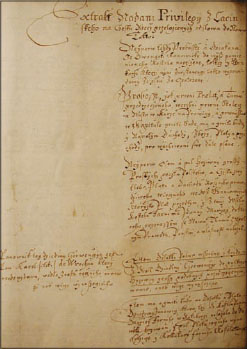
Dokument fundacyjny Jana II Żelaznego dla kolegiaty w Raciborzu z 1416 r., w którym wzmiankowane są Czerwięcice

Czerwięcice od początku swojego istnienia należała do Górnego Śląska, a ściślej Księstwa Raciborskiego. W XIII w. istniała tutaj osada, którą odkrył w XIX w. niemiecki badacz Stöckel obok drogi prowadzącej do Sławikowa. Wieś pierwszy raz wzmiankowana była w latach 1272–1275, kiedy to była własnością rodu Lavensteinów. Rodzina ta była znana w tych okolicach, bowiem jej przedstawiciele byli ważnymi urzędnikami na dworze książąt raciborskich. W 1416 r. wieś była częścią dóbr książęcych, kiedy to Jan II Żelazny wymienił je w dokumencie fundacyjnym dla kolegiaty raciborskiej. Wieś należała do prałata raciborskiego, a dochody z niej czerpała kolegiata
W XVI w. wieś należała do rodziny Czerwięcickich. W latach 1712–1910 Czerwięcice były w posiadaniu rodziny von Wrochem, kiedy po śmierci Joanny Ludmiły von Holly wieś odziedziczył jej mąż, Karol Joachim von Wrochem. Po śmierci Wiktora von Wrochema majątek odziedziczyła jego córka Zofia, żona Hansa von Schimonsky. Rodzina von Schimonsky posiadała wieś do 1945.
W latach 1975–1998 miejscowość administracyjnie należała do województwa katowickiego.

## Demografia
W 2016 roku w Czerwięcicach ludność w wieku przedprodukcyjnym na 100 mieszkańców wynosiła 18,69, co uplasowało wieś powyżej średniej w gminie (16,95). Natomiast ludność w wieku produkcyjnym wynosiła 63,55 (średnia w gminie – 66,90), a w wieku poprodukcyjnym – 19,63 (średnia w gminie – 16,25). Stosunek mieszkańców w wieku poprodukcyjnym do mieszkańców w wieku produkcyjnym wynosił 31% (średnia w gminie – 24%). Mediana wieku mieszkańców wynosi 47 lat (średnia w gminie - 47,11).
| Rok  | Liczba ludności | Gęstość zaludnienia (os./km²) |
| ---- | --------------- | ----------------------------- |
| 2004 | 110             | 27,05                         |
| 2011 | 105             | 26,2                          |
| 2016 | 107             | 27,08                         |

## Komunikacja
Do Czerwięcic prowadzi jedna droga powiatowa z Grzegorzowic poprzez Gacki o długości 6,6 km, która ostatecznie łączy się z drogą krajową nr 45. Oprócz drogi powiatowej do drogi krajowej nr 45 wiedzie także jedna droga gminna. Oprócz tego sieć dróg gminnych łączy wieś z miejscowościami: Sławików, Ponięcice, Łubowice, Ligota Książęca oraz Błażejowice.
Znajdują się tu trzy przystanki autobusowe. Miejscowość łączy z Raciborzem, Grzędzin i Polską Cerekiew duża liczba kursów autobusów i busów. Oprócz tego Czerwięcice mają jeszcze połączenie z Lasakami, Łanami oraz Sławikowem.
Najbliższe stacje kolejowe to: Racibórz (10 km), Racibórz Markowice (9 km) oraz Nędza (8 km).

## Infrastruktura i Gospodarka
Najbliższy ośrodek zdrowia znajduje się w Rudniku oraz Łubowicach, a w Szonowicach jest oprócz tego punkt lekarski. Punkty apteczne mieszczą się w Rudniku oraz Łubowicach. Najbliższy urząd pocztowy znajduje się w Rudniku (kod 47-411), a ponadto w Łubowicach jest agencja pocztowa.
Wieś korzysta z ujęcia wody podziemnej zlokalizowanej pod Rudnikiem, a obsługiwanej przez Zakład Wodociągów i Usług Komunalnych w Rudniku. Czerwięcice nie posiadają sieci kanalizacyjnej. Miejscowość związana jest z telefoniczną strefą numeracyjną Raciborza (32). Wieś nie jest objęta siecią gazu rozdzielczego, a braki z tym związane zaspokajane są gazem z butli propan-butan.

## Kultura i oświata
W Czerwięcicach brak jest remizy Ochotniczej Straży Pożarnej oraz Towarzystwa Społeczno-Kulturalnego Niemców, tzw. DFK, co w znaczny sposób ogranicza życie kulturalne w miejscowości.
We wsi nie ma żadnej placówki oświatowej, a uczniowie chodzą do szkół w pobliskich miejscowościach. Najbliższe przedszkola znajdują się w Rudniku oraz Brzeźnicy, a szkoły podstawowe w Brzeźnicy, Szonowicach oraz Rudniku. Natomiast najbliżej położone szkoły gimnazjalne są w Rudniku oraz Szonowicach, natomiast szkoły ponadgimnazjalne w Kuźni Raciborskiej oraz Raciborzu.

## Religia
Czerwięcice od początku istnienia należały do parafii do parafii św. Jerzego w Sławikowie, a od 1993 r. należą do parafii św. Katarzyny w Rudniku, która znajduje się w dekanacie raciborskim w diecezji opolskiej. W miejscowości znajduje się kościół filialny pw. Matki Boskiej Różańcowej, który początkowo był kaplicą z kryptą grobową rodziny von Wrochem. W XIX w. kaplica została przebudowana w stylu klasycystycznym. W 1999 r. kaplica została rozbudowana i przekształcona w kościółek, a sarkofagi z krypty grobowej przeniesiono do krypty na cmentarzu. Obecnie można w nim podziwiać trzy XIX-wieczne marmurowe płyty nagrobne rodziny von Wrochem, a także na zewnątrz wmurowane w ścianę płyty nagrobne z piaskowca z XVII w. i 1721 r. Płyta nagrobna z kartuszem herbowym rodziny von Wrochem z 1610 r. zniknęła. Oprócz tego we wsi znajduje się krzyż kamienny z 1720 r. na cmentarzu oraz XVIII-wieczna murowana kapliczka z barokowym ołtarzem, w którym znajduje się obraz Matki Boskiej Częstochowskiej.

## Zabytki i atrakcje turystyczne

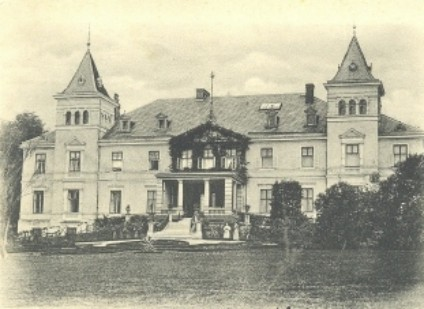
Pałac w Czerwięcicach z 1892 r.

### Zabytki
Przy ul. Głównej znajduje się wpisany do wojewódzkiego rejestru zabytków (A/1650/97 z 15 listopada 1997 r.) zespół pałacowo-parkowy. W skład zespołu wchodzą pałac Wrochemów i Schimonsky'ch  wybudowany w 1892 r. w stylu uproszczonego neoklasycyzmu. Pałac należał do rodzin von Wrochem i von Schimonsky do 1945 r., obecnie należy do osoby prywatnej. Na terenie dawnego folwarku znajduje się zabytkowa stodoła. Wokół zabudowań rozciąga się park z okazami starodrzewu. W sąsiedztwie zespołu przy ul. Głównej znajduje się budynek dawnej oficyny dworskiej (obecnie budynek mieszkalny) z końca XIX wieku.
Przy ul. Głównej znajduje się budynek mieszkalny (nr 11) z początku XX wieku, a także murowana kapliczka (nr 12) z XVIII wieku. Kapliczka jest murowana z cegły, otynkowana, a pokrywa ją dach namiotowy, zwieńczony latarnią z baniastym hełmem. Wewnątrz znajduje się barokowy ołtarz z obrazem Matki Boskiej Częstochowskiej.
Przy ul. Głównej (nr 5) stoi krzyż kamienny z postacią Chrystusa Króla na postumencie z II połowy XIX wieku.
Przy ul. Głównej znajduje się dawna kaplica cmentarna, a obecniekościół filialny pw. Matki Bożej Różańcowej. – klasycystyczny, pochodzący z I połowy XIX w., wewnątrz trzy płyty nagrobne rodziny von Wrochem oraz dwie płyty nagrobne z piaskowca wmurowane w zewnętrzną ścianę kaplicy, znajduje się przy ulicy Głównej. Na terenie cmentarza znajduje się krzyż kamienny z 1720 roku. Przed kościołem stoi krzyż z piaskowca z postacią Chrystusa Króla na postumencie z 1876 roku.
| Nr ewidencyjny       | Obiekt                                                                                                   | Forma ochrony                      | Adres         |
| -------------------- | --- | ---------------------------------- | ------------- |
| A/1650/97 15.11.1997 | Zespół pałacowo-parkowy – pałac z 1898 roku w stylu uproszczonego neoklasycyzmu, stodoła i park pałacowy | wpis do woj. rej. zabytków         |               |
| 7                    | budynek mieszkalny, pocz. XX w.                                                                          | wpis do gminnej ewidencji zabytków | ul. Główna 11 |
|                      | kapliczka cmentarna, koniec XVII w.                                                                      | wpis do gminnej ewidencji zabytków | ul. Główna    |
|                      | cmentarz parafialny                                                                                      | wpis do gminnej ewidencji zabytków | ul. Główna    |
|                      | kapliczka domkowa murowana, 2 poł. XIX w.                                                                | wpis do gminnej ewidencji zabytków | ul. Główna 12 |
| 4                    | budynek dworski-oficyna, koniec XIX w.                                                                   | wpis do gminnej ewidencji zabytków | ul. Główna    |

We wsi znajduje się stanowisko archeologiczne wpisane do wojewódzkiego rejestru zabytków, gdzie znaleziono pozostałości po osadzie.

### Szlaki turystyczne
- Trasa 351-C[22]
  - Trasa: Pawłów → Rudnik → Brzeźnica → Czerwięcice
- Trasa 344-Z[22]
  - Trasa: Markowice → Nędza → Ciechowice → Łubowice → Czerwięcice → Błażejowice → Łany → Polska Cerekiew